# IC 1367
IC 1367 ist eine Spiralgalaxie vom Hubble-Typ S im Sternbild Füllen nördlich der Ekliptik. Sie ist schätzungsweise 187 Millionen Lichtjahre von der Milchstraße entfernt.
Das Objekt wurde am 30. September 1891 von Stéphane Javelle entdeckt.